# Тоні Паркер

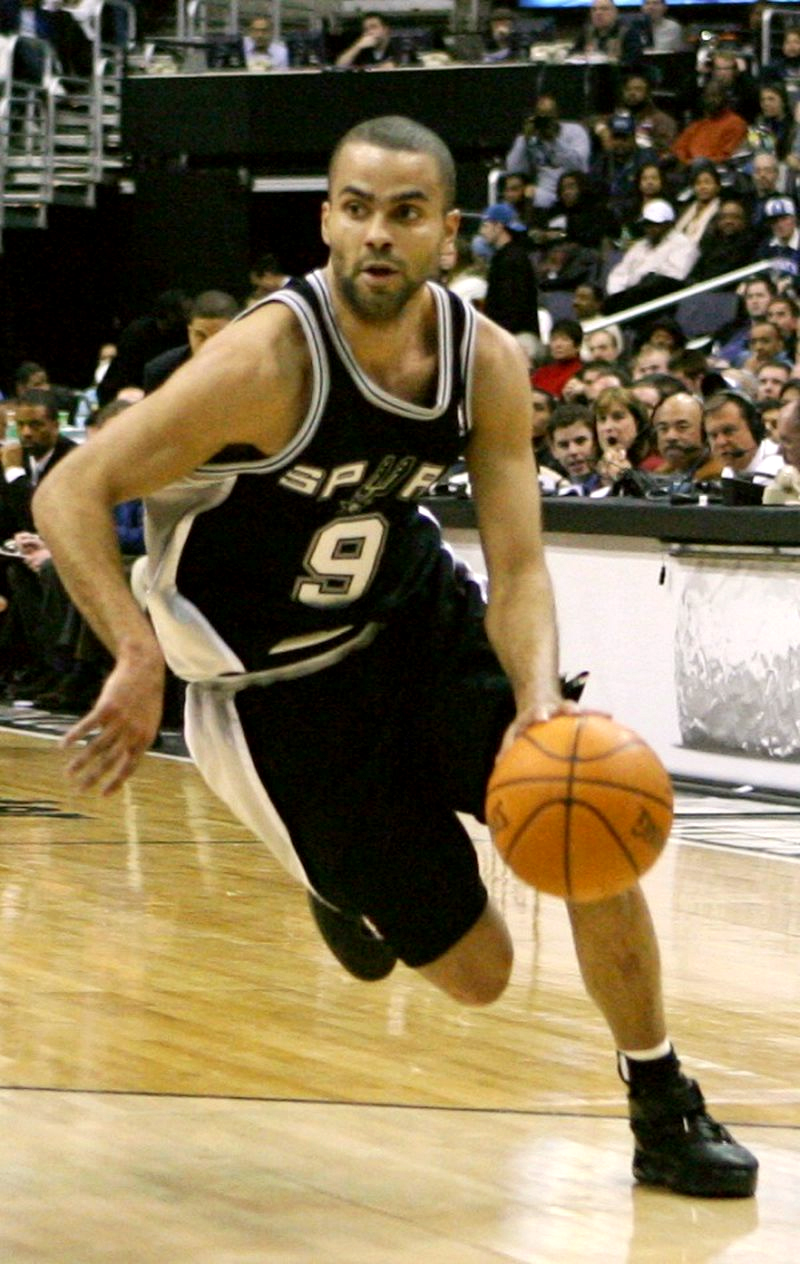
Тоні Паркер

Вільям Ентоні «Тоні» Паркер (англ. William Anthony «Tony» Parker; нар. 17 травня 1982) — французький професійний баскетболіст. Виступав за кілька команд НБА, зокрема за «Сан-Антоніо Сперс», з якою чотири рази ставав чемпіоном. Грав на позиції розігрувача.

## Кар'єра в НБА
Тоні Паркер був обраний на драфті 2001 під 28 номером клубом «Сан-Антоніо Сперс». Вже у дебютному сезоні Паркер закріпився у стартовому складі «Сперс». Він взяв участь у 77 іграх регулярної першості, 72 рази виходив у складі стартової п'ятірки і проводив на майданчику у середньому 29 хвилин за гру. У день свого дебюту, 30 жовтня 2001, Паркер став третім французом в історії, котрий взяв участь у грі НБА. За підсумками сезону Паркера було обрано у першу команду новачків НБА. Він став першим іноземним захисником в історії ліги, котрому це вдалось.
У наступному сезоні Паркер не пропустив жодної гри регулярної першості, і в усіх 82 іграх він виходив у стартовій п'ятірці. За підсумками цього сезону Паркер вперше став чемпіоном НБА. 
У сезоні 2004-05 Паркер вдруге став чемпіоном НБА.
У сезоні 2005-06 Паркера вперше обрали на матч всіх зірок НБА.
У сезоні 2006-07 Тоні вдруге обрали на матч всіх зірок НБА. «Сперс» виграли плей-оф — і Паркер втретє став чемпіоном НБА. У цьому сезоні Паркера було названо найціннішим гравцем фінальної серії плей-оф. Тоні Паркер став першим уродженцем Європи, котрий одержав цю нагороду.
4 лютого 2012 Паркер вийшов на перше місце в історії «Сперс» за загальною кількістю результативних передач.

### Статистика кар'єри в НБА

#### Регулярний сезон
| Сезон           | Команда           | GP  | GS  | MPG  | FG%  | 3P%  | FT%   | RPG | APG | SPG | BPG | PPG  |
| --------------- | ----------------- | --- | --- | ---- | ---- | ---- | ----- | --- | --- | --- | --- | ---- |
| 2001–02         | Сан-Антоніо Сперс | 77  | 72  | 29.4 | .419 | .323 | .675  | 2.6 | 4.3 | 1.2 | .1  | 9.2  |
| 2002–03         | Сан-Антоніо Сперс | 82  | 82  | 33.8 | .464 | .337 | .755  | 2.6 | 5.3 | .9  | .1  | 15.5 |
| 2003–04         | Сан-Антоніо Сперс | 75  | 75  | 34.4 | .447 | .312 | .702  | 3.2 | 5.5 | .8  | .1  | 14.7 |
| 2004–05         | Сан-Антоніо Сперс | 80  | 80  | 34.2 | .482 | .276 | .650  | 3.7 | 6.1 | 1.2 | .1  | 16.6 |
| 2005–06         | Сан-Антоніо Сперс | 80  | 80  | 33.9 | .548 | .306 | .707  | 3.3 | 5.8 | 1.0 | .1  | 18.9 |
| 2006–07         | Сан-Антоніо Сперс | 77  | 77  | 32.5 | .520 | .395 | .783  | 3.2 | 5.5 | 1.1 | .1  | 18.6 |
| 2007–08         | Сан-Антоніо Сперс | 69  | 68  | 33.5 | .494 | .258 | .715  | 3.2 | 6.0 | .8  | .1  | 18.8 |
| 2008–09         | Сан-Антоніо Сперс | 72  | 71  | 34.1 | .506 | .292 | .782  | 3.1 | 6.9 | .9  | .1  | 22.0 |
| 2009–10         | Сан-Антоніо Сперс | 56  | 50  | 30.9 | .487 | .294 | .756  | 2.4 | 5.7 | .5  | .1  | 16.0 |
| 2010–11         | Сан-Антоніо Сперс | 78  | 78  | 32.4 | .519 | .357 | .769  | 3.1 | 6.6 | 1.2 | .0  | 17.5 |
| 2011–12         | Сан-Антоніо Сперс | 60  | 60  | 32.0 | .480 | .230 | .799  | 2.9 | 7.7 | 1.0 | .1  | 18.3 |
| Кар'єра         |                   | 806 | 793 | 32.9 | .492 | .310 | .738  | 3.0 | 5.9 | 1.0 | .1  | 16.8 |
| Матч всіх зірок |                   | 4   | 0   | 19.0 | .548 | .000 | 1.000 | 2.0 | 5.5 | .8  | .0  | 9.0  |

#### Плей-оф
| Сезон   | Команда           | GP  | GS  | MPG  | FG%  | 3P%  | FT%  | RPG | APG | SPG | BPG | PPG  |
| ------- | ----------------- | --- | --- | ---- | ---- | ---- | ---- | --- | --- | --- | --- | ---- |
| 2002    | Сан-Антоніо Сперс | 10  | 10  | 34.1 | .456 | .370 | .750 | 2.9 | 4.0 | .9  | .1  | 15.5 |
| 2003    | Сан-Антоніо Сперс | 24  | 24  | 33.9 | .403 | .268 | .713 | 2.8 | 3.5 | .9  | .1  | 14.7 |
| 2004    | Сан-Антоніо Сперс | 10  | 10  | 38.6 | .429 | .395 | .657 | 2.1 | 7.0 | 1.3 | .1  | 18.4 |
| 2005    | Сан-Антоніо Сперс | 23  | 23  | 37.3 | .454 | .188 | .632 | 2.9 | 4.3 | .7  | .1  | 17.2 |
| 2006    | Сан-Антоніо Сперс | 13  | 13  | 36.5 | .460 | .222 | .810 | 3.6 | 3.8 | 1.0 | .1  | 21.1 |
| 2007    | Сан-Антоніо Сперс | 20  | 20  | 37.6 | .480 | .333 | .679 | 3.4 | 5.8 | 1.1 | .0  | 20.8 |
| 2008    | Сан-Антоніо Сперс | 17  | 17  | 38.5 | .497 | .350 | .753 | 3.7 | 6.1 | .9  | .1  | 22.4 |
| 2009    | Сан-Антоніо Сперс | 5   | 5   | 36.2 | .546 | .214 | .710 | 4.2 | 6.8 | 1.2 | .2  | 28.6 |
| 2010    | Сан-Антоніо Сперс | 10  | 2   | 33.5 | .474 | .667 | .595 | 3.8 | 5.4 | .6  | .0  | 17.3 |
| 2011    | Сан-Антоніо Сперс | 6   | 6   | 36.8 | .462 | .125 | .756 | 2.7 | 5.2 | 1.3 | .3  | 19.7 |
| 2012    | Сан-Антоніо Сперс | 14  | 14  | 36.1 | .453 | .333 | .807 | 3.6 | 6.8 | .9  | .0  | 20.1 |
| Кар'єра |                   | 152 | 144 | 36.3 | .460 | .296 | .720 | 3.2 | 5.1 | 1.0 | .1  | 18.9 |

## Національна збірна
У складі національної збірної Паркер взяв участь у першості Європи у 2001, 2003, 2005, 2007, 2009, 2011 роках. Також Паркер взяв участь у Олімпійських іграх 2012 року.

## Посткар'єра
З 2014 року президент клубу АСВЕЛ.